# Le Loup devenu berger
Le Loup devenu berger est la troisième fable du livre III de Jean de La Fontaine situé dans le premier recueil des Fables de La Fontaine, édité pour la première fois en 1668.
La source de cette fable vient du recueil Cento Favole morali de Giovanni Maria Verdizotti (" Le Loup et les Brebis", XLII).

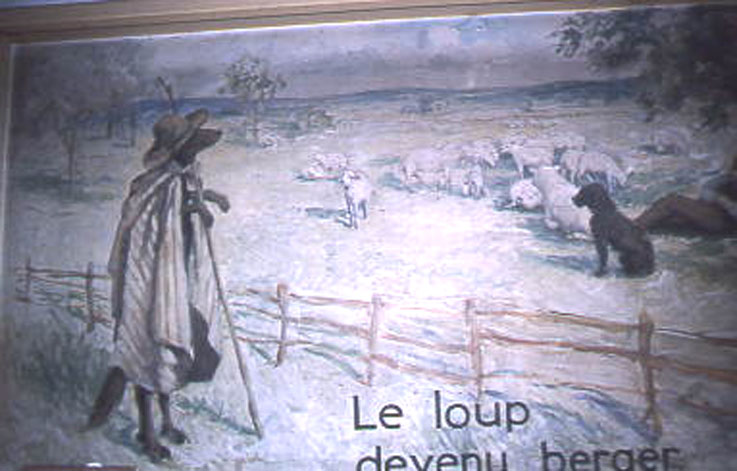
Peinture murale du groupe scolaire Jules Ferry à Conflans-Sainte-Honorine réalisée en 1936 par un peintre inconnu

## Texte
LE LOUP DEVENU BERGER
[Verdizotti]

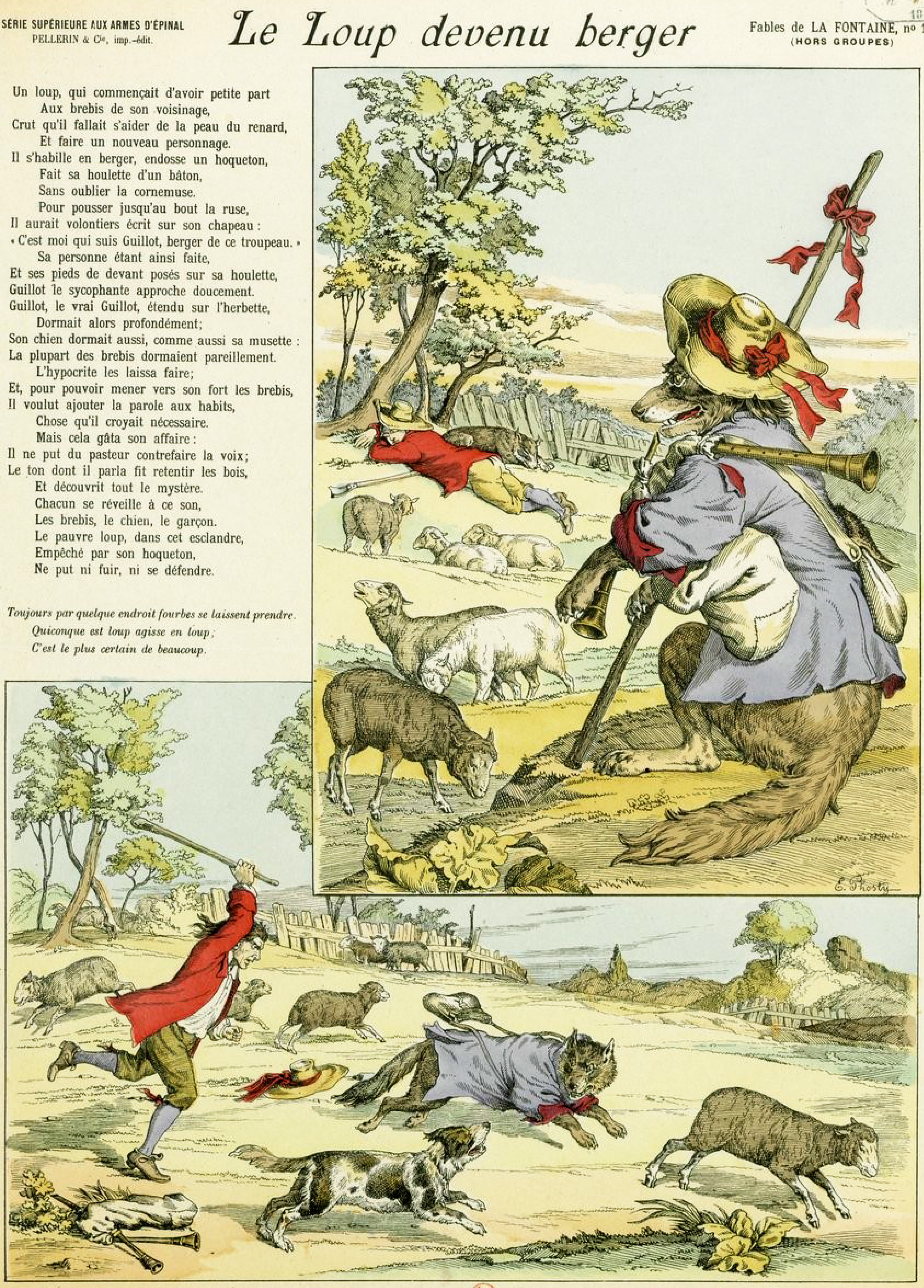
Image d’Épinal, estampe de E. Phosti (1895)

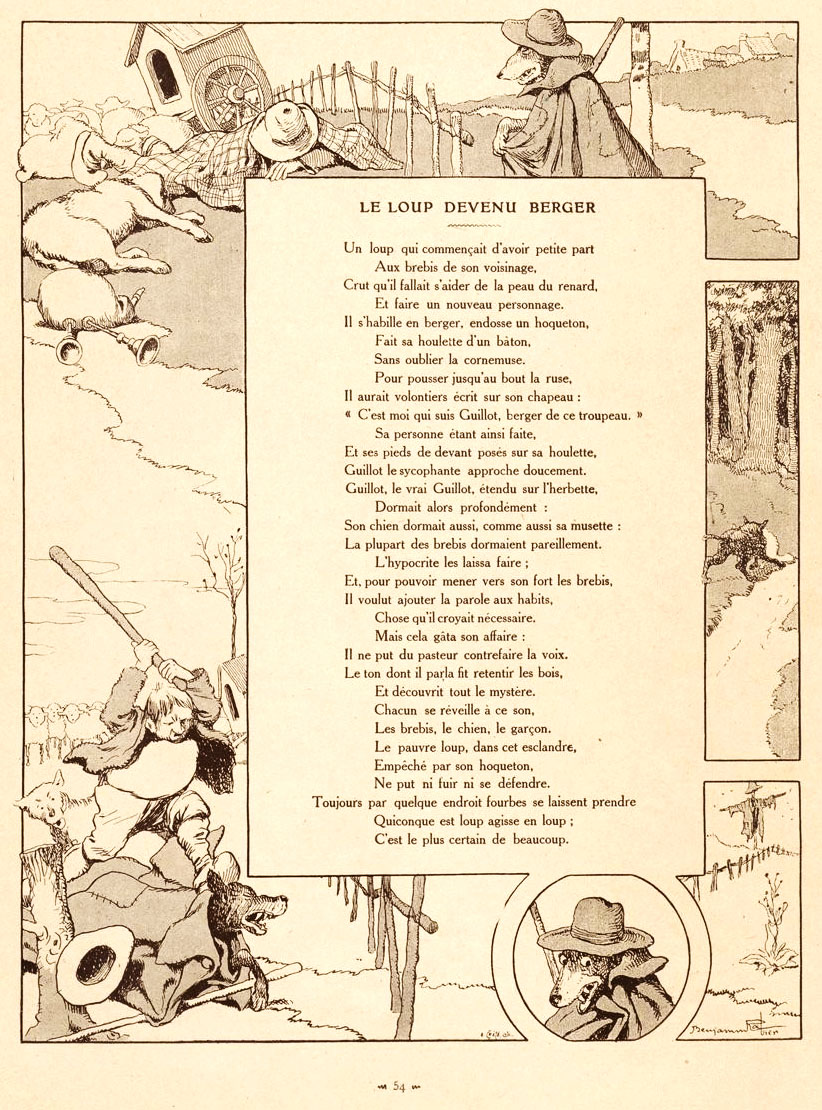
Illustration de Benjamin Rabier (1906)

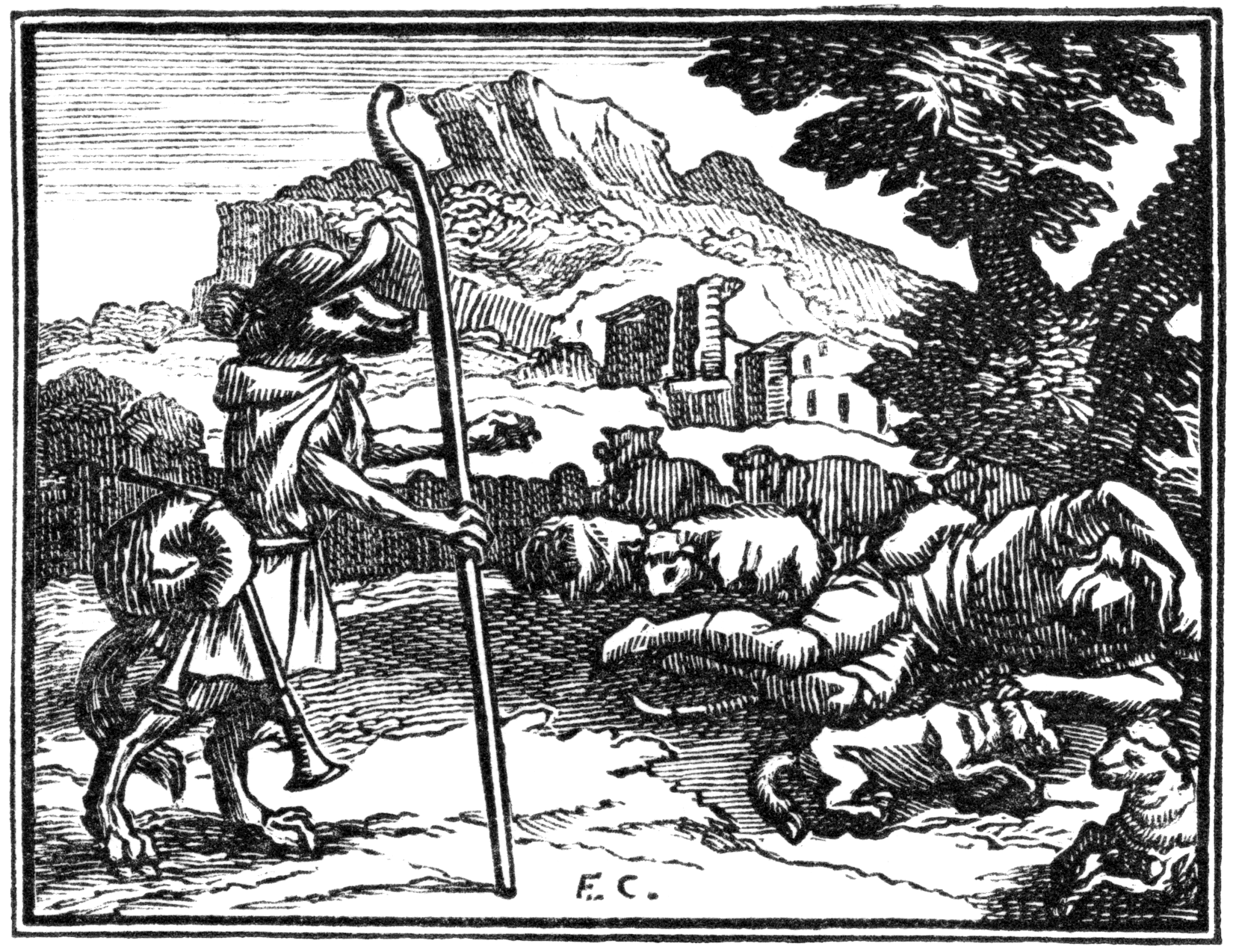
Gravure de François Chauveau (1613-1676)

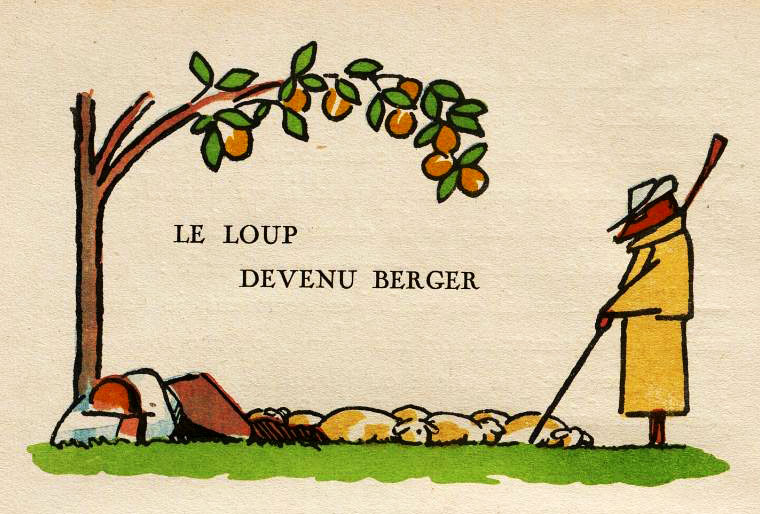
Illustration d'André Hellé (1946)

Un Loup, qui commençait d'avoir petite part
            Aux  brebis de son voisinage,
Crut qu'il fallait s'aider de la peau du renard (1),
            Et  faire un nouveau personnage.
Il s'habille en berger, endosse un hoqueton (2),
            Fait  sa houlette (3) d'un bâton,
            Sans  oublier la cornemuse.
            Pour  pousser jusqu'au bout la ruse,
Il aurait volontiers écrit sur son chapeau :
" C'est moi qui suis Guillot, Berger de ce  troupeau. "
            Sa  personne étant ainsi faite,
Et ses pieds de devant posés sur sa houlette,
Guillot le sycophante (4) approche doucement.
Guillot, le vrai Guillot, étendu sur l'herbette,
            Dormait alors profondément.
Son chien dormait aussi, comme aussi sa musette (5).
La plupart des brebis dormaient pareillement.
            L'hypocrite (6) les laissa faire ;
Et pour pouvoir mener vers son fort (7) les brebis,
Il voulut ajouter la parole aux habits,
            Chose qu'il croyait nécessaire.
            Mais  cela gâta son affaire :
Il ne put du pasteur contrefaire la voix.
Le ton dont il parla fit retentir les bois,
            Et  découvrit tout le mystère.
            Chacun se réveille à ce son,
            Les  brebis, le chien, le garçon.
            Le  pauvre Loup, dans cet esclandre (8),
            Empêché par son hoqueton,
            Ne  put ni fuir ni se défendre.
Toujours par quelque endroit fourbes se laissent  prendre.
             Quiconque est Loup agisse en Loup : 
C'est le plus certain de beaucoup.
Vocabulaire
(1) recourir à la ruse. "coudre la peau du renard à celle du lion" : user de finesse (dictionnaire de Furetière) 
(2) casaque de paysan "courte, sans manches, que portent assez communément les hommes de village (Nicot, Trésor de la langue française) 
(3) bâton de berger 
(4) trompeur. Ce mot dérive d'un terme grec qui désignait les délateurs, les calomniateurs
(5) "sorte de cornemuse" (dictionnaire de Furetière)
(6) étymologiquement hypocrite désigne à la fois le fourbe et le comédien
(7) repaire, retraite. "Parce que les bêtes se retirent toujours dans l'endroit du bois le plus épais, on appelle le lieu de leur repaire, de leur retraite, leur fort" (dictionnaire de l'Académie française) 
(8) incident fâcheux. "Vieux mot qui signifiait autrefois un accident fâcheux qui troublait ou interrompait le cours d'une affaire" (dictionnaire de la Furetière)